# 东汉与匈奴的战争
东汉与匈奴的战争，东汉建武九年（33年）至延熹元年（158年），东汉与匈奴进行的长期、大规模的战争。

## 经过

### 汉光武帝时期
东汉初年，因长期内战，无暇对外，东汉王朝对匈奴的南掠和侵扰被迫实行防御战略。建武六年（30年），刘秀曾遣使到匈奴，赠送金帛，以通旧好，但未能制止匈奴南掠。
建武九年（33年），以大司马吳汉击匈奴经年无功，而匈奴入掠夺日增。
建武十三年（37年），匈奴深入至河东郡（郡治安邑县，今山西夏县西北禹王城）州郡不敌，于是将代郡（郡治代县，今河北蔚县末北代王城。一度移治高柳县，后再还故治代县）、雁门郡（郡治阴馆县，今山西朔州市东南夏关城）、上谷郡（郡治沮阳县，今河北怀来东南）三郡人民迁于常山关（又名鸿上关，今河北唐县西北太行山东麓倒马关）、居庸关（今北京昌平区西北居庸关）以东，匈奴左部转迁到塞内。汉朝于是增加边郡兵力，郡至数千人，大筑亭候，修烽火台。其后，匈奴怨卢芳归降未赏，南掠更深。
建武二十年（44年），匈奴南掠至上党郡（郡治长子县，今山西长子县西南）、扶风郡（郡治槐里县，今陕西省兴平东南）、天水郡（郡治平襄县，今甘肃省通渭县西北）等地。
建武二十一年（45年）冬，又掠上谷、中山（治卢奴，今河北定州市）。由于东汉政府采取被动、清极防御战略，不能制止匈奴南下，故边患更加严重。
建武二十二年（46年），匈奴单于死。左贤王烏達鞮侯、蒲奴兄弟先后继立。右奧鞬日逐王比不得立，深怀怨恨。时匈奴境内连年灾害，人畜死伤大半，乌桓又乘机进攻，匈奴北徙数千里，漠南地空。
建武二十三年（47年），单于蒲奴欲诛比，没有成功。
建武二十四年（48年），日逐王比自立为呼韩邪单于，匈奴遂分裂为南北二部。南单于呼韩邪附汉。
建武二十五年（49年），南匈奴击败北匈奴，北匈奴北退千里。此后，南、北匈奴不断攻伐，东汉北部边患减轻，云中郡（郡治云中县，今内蒙古托克托县东北）、五原郡（郡治九原、今内蒙古包头市西北）、北地郡（郡治平，今宁夏吳忠西南）、朔方郡（郡治临戎县，今内蒙古磴口北）、定襄郡（郡治善无县，今山西右玉东南）、雁门、上谷、代郡等八郡南徙之民众渐渐回归本郡。

### 汉明帝时期
汉明帝时，北匈奴挟西域各国，多次侵犯河西诸郡，致使城门白天关闭。永平十五年（72年），为打开通西域道路，东汉开始反击北匈奴。十二月，明帝命耿秉为驸马都尉，窦固为奉车都尉，屯凉州酒泉郡，积极部署对北匈奴的进攻。
永平十六年（73年）二月，汉军分四路，分别出平城（今山西大同市东北）塞、高阙（今内蒙古狼山中部计兰山口）塞、居延（今内蒙古额济纳旗东）塞、酒泉（郡治禄福县，今甘肃省酒泉市）塞。前三路均无功而还，窦固军由酒泉出塞至天山（今新疆天山），击败北匈奴呼衍王，斩首千余级，追至蒲类海（今巴里坤湖），留吏士屯伊吾卢城（今新疆哈密西北四堡），并以班超为假司马出使西域，招降西域诸国。
永平十七年（74年）十一月，窦固与驸马都尉耿秉、骑都尉刘张率一万四千骑出玉门关（今甘肃敦煌市西北小方盘城）进军西域，在蒲类海击败白山部后，转军进击依附北匈奴之车师（一作姑师，西域国名，都交河城，在今新疆吐鲁番西北十里雅尔湖村西之交河故城）。车师王降。东汉西域都护及戊、己校尉、宜禾部尉屯田，逐渐恢复了对西域的控制。

### 汉章帝时期
建初元年（76年），在北匈奴的支持下，西域诸国尽叛，攻杀都护，攻戊、己校尉。时东汉社会动荡不安，故罢西域都护及戊、己校尉。
建初二年（77年）三月，又罢伊吾卢屯兵，完全放弃西域。但此后北匈奴由于南匈奴的不断攻伐和内部矛盾，入塞降者不断。
元和二年（85年）春，北匈奴先后亡降入塞者共73批。南匈奴攻其南，丁令攻其北，鲜卑击其东，西域攻其西，北匈奴不能安居，于是远引而去。秋，南单于派千骑行猎至涿邪山（今蒙古戈壁阿尔泰省阿尔泰山东段），与北匈奴禺犊王遭遇，因战，斩其首级而还。冬，再让奧鞬日逐王出塞攻打北匈奴，斩获数千人。
章和元年（87年），鲜卑攻入北匈奴左部，斩杀优留单于。北匈奴大乱，58部20万人降汉。

### 汉和帝时期
永元元年（89年）六月，临朝称制的窦太后，因为北匈奴部落叛离，四面受敌，令窦宪、耿秉率南匈奴及度辽兵共5万余骑，分三路进击，大破北匈奴于稽落山（今蒙古国汗呼赫山脉），斩杀1.3万余，降20余万人。登燕然山（今蒙古国境内杭爱山）刻石记功而还。
永元二年（90年），窦宪再派副校阎砻率二千余骑，夺回伊吾卢。十月，南匈奴八千骑击北匈奴，斩杀八千余级，俘数千人，北单于受伤逃走。永元三年（91年）二月，窦宪再派耿夔出居延五千余里，将北单于围困在金微山（今蒙古境内阿尔泰山脉），斩杀五千余人。留在漠北的北匈奴十余万落后来归附鲜卑，鲜卑自此日益强盛。北单于率数骑逃走。其弟左谷蠡王於除鞬自立单于，率其部至蒲类海（今巴里坤湖）遣使至汉塞请求附汉，窦宪请立其为单于，并以中郎将任尚驻守伊吾卢以为护卫，如同南单于。后窦宪被杀，於除鞬率部北逃，被汉军追上斩杀。
永元六年（94年），降汉之北匈奴15部20万人，拥立南匈奴日逐王逢侯为单于，逃出塞外。

### 汉安帝时期
永初三年（109年），南匈奴萬氏尸逐鞮單于反。
元初四年（117年），南匈奴被鲜卑击败，部众归附鲜卑。次年，逢侯降汉。此后，有北匈奴残部呼衍王等，仍辗转于蒲类海、秦海（今新疆博斯腾湖）间，其势微弱，东畏鲜卑，不敢回到故地。当时东汉以西域道路阻远，费用大及诸国多次纷乱等，罢西域都护迎回屯田军士。北匈奴乘机控制了西域部分国家并胁迫鄯善国（西域城国，原名楼兰，都伊循城，今新疆若羌米兰）、车师诸国，多次侵犯河西。
元初六年（119年），汉以索班为长史出屯伊吾卢，以招抚西域。
永宁元年（120年），北匈奴率车师后王军就攻杀索班，攻打车师前王，车师前王逃走。
延光二年（123年），汉以班勇为西域长史，击走北匈奴伊蠡王，击破车师后王，击败呼衍王。
延光三年（124年），因怨汉朝连年征讨鲜卑，一部大人阿族等反汉。

### 汉顺帝时期
阳嘉三年（134年），汉车师司马率车师后王部众大破北匈奴。
永和二年（137年）秋，敦煌郡太守裴岑在今新疆巴里坤击杀呼衍王，击败他的部众。
永和五年（140年），左部句龙王吾斯、车纽等反汉。永寿元年（155年）秋，左奥鞬、台耆、且渠伯德等反汉。

### 汉桓帝时期
元嘉元年（151年），又一北匈奴呼衍王攻入伊吾卢，汉朝救兵至，于是退兵。此后，北匈奴不知所向。附汉之南匈奴，参加了东汉对北匈奴和鲜卑的战争，对保卫东汉北部边地作出了贡献，但时有反叛。
延熹元年（158年），南匈奴诸部并叛，与乌桓、鲜卑攻汉边9郡。
延熹九年（166年），南匈奴与乌桓、鲜卑分数路入塞攻掠，均被东汉平定。

### 汉灵帝时期
中平五年（188年），南匈奴因害怕汉朝征兵不止，右部10余万人杀单于羌渠。当时黄巾起义，汉朝无力控制南匈奴，於扶罗单于曾率众参加黄巾之乱，又参加中原军阀混战，后为曹操所降服。